# Mauesia acorniculata
Mauesia acorniculata là một loài bọ cánh cứng trong họ Cerambycidae.